# Raphaël Chyliński
Raphaël Chyliński (Wysoczka, 8 janvier 1694 - Łagiewniki, 2 décembre 1741) est un franciscain conventuel polonais reconnu bienheureux par l'Église catholique.

## Biographie
Il naît dans une famille de petite noblesse Wielkopolska. Elevé religieusement par sa mère, il fait preuve de piété et de miséricorde pour les pauvres dès l'enfance. Il étudie à l'école des jésuites de Poznań. En 1712, il s'enrôle dans l'armée en tant que partisan du roi Stanislas Leszczynski où il devient officier. En 1715, il quitte l'armée pour entrer chez les frères mineurs conventuels de Cracovie et prend le nom de Raphaël. Il prononce ses vœux perpétuels le 26 avril 1716 et il est ordonné en juin 1717.
Le Père Chyliński est un confesseur, prédicateur et protecteur des pauvres et des abandonnés. Sa piété et sa miséricorde lui donnent, de son vivant, une réputation de sainteté. Au cours des quinze dernières années de sa vie, il est à Warka, Cracovie et Łagiewniki, qui devient plus tard un quartier de Łódź. en 1736, alors qu'il réside à Łagiewniki, il se rend à Cracovie pour y soigner les malades atteint d'une épidémie de peste. Il meurt prématurément à l'âge de 47 ans. Son corps repose dans le monastère franciscain de Łódź. Il est béatifié le 9 juin 1991 à Varsovie par le pape Jean-Paul II.